# Isabel Tuengerthal
Isabel Tuengerthal (* 1970 in Heidelberg; vereinzelt auch als Isabelle Tuengerthal oder Isabell Tuengerthal geführt) ist eine deutsche Schauspielerin und Musikerin.

## Leben
Isabel Tuengerthal studierte ab 1990 an der Hochschule für Musik und Theater in Hamburg. Neben der Schauspielausbildung besuchte sie den Popkurs, einen Kontaktstudiengang für Popularmusik in den Fächern Gesang und Performance. Zudem nahm sie Gesangsunterricht bei Walter von Bülow, Karin Ploog und Jane Comerford. Am Actors Studio in New York besuchte Isabel Tuengerthal die Schauspielklasse von Susan Batson und war Teilnehmerin eines Workshops von Elisabeth Kemp.
Erste Rollen verkörperte sie 1995 am Actors Studio New York in dem Bühnenstück At the bottom in einer Inszenierung von Arthur Penn und 1996 am Berliner Ensemble in Bertolt Brechts Herr Puntila und sein Knecht Matti unter die Regie von Einar Schleef. Am Schillertheater in Berlin und dem Schauspielhaus in Köln trat sie 1998 in Franz Wittenbrinks Stück Sekretärinnen auf.
Mit ihrem eigenen Musikprojekt Tiefenrausch hatte sie im Jahr 2001 Auftritte im Grünen Salon der Volksbühne Berlin.
Isabel Tuengerthal wirkte weiterhin in verschiedenen Film- und Fernsehproduktionen mit.
Sie erlangte mit der Figur der Sekretärin Sabine „Biene“ Winkelmann in der populären Anwaltsserie Edel & Starck große Bekanntheit. Zudem war sie als Darstellerin in verschiedenen Fernsehserien wie Tatort, Der Bulle von Tölz, Forsthaus Falkenau, Unser Charly und Pfarrer Braun zu sehen.
2003 wurde in der Lyrikverfilmung Poem – Ich setzte den Fuß in die Luft und sie trug vom Ralf Schmerberg ihr Gedicht Der Falter in einer Adaption filmisch umgesetzt. Isabel Tuengerthal war auch als Sprecherin in diesem Film tätig.

## Filmografie (Auswahl)
- 1997: OP ruft Dr. Bruckner (Fernsehserie) – Stumme Schreie
- 1999: Die letzte Chance (Fernsehfilm)
- 1999: Zugriff (Fernsehserie) – Gekauftes Leben
- 1999: Die Straßen von Berlin (Fernsehserie) – Kalinka, maja
- 2000: Ein Scheusal zum Verlieben (Fernsehfilm)
- 2000: Tatort (Fernsehreihe) – Der Trippler
- 2000: Fremde Freundin (Fernsehfilm)
- 2001: Herzschlag – Das Ärzteteam Nord (Fernsehserie) – Herzenswünsche
- 2001 Löwenzahn (Fernsehserie) Schmetterlinge für Bärstadt
- 2002–2005: Edel & Starck (Fernsehserie) – 45 Folgen als Sabine „Biene“ Winkelmann
- 2003: Poem – Ich setzte den Fuß in die Luft und sie trug
- 2003: Der Bulle von Tölz: Der Heiratskandidat
- 2004: Ein Mann für den 13ten (Fernsehfilm)
- 2005: Stefanie – Eine Frau startet durch (Fernsehserie) – Drohgebärden
- 2006: SOKO Köln (Fernsehserie) – Der Minigolfkrieg
- 2006: Alles über Anna (Fernsehserie) – 10 Folgen als Doro Brosch
- 2006: Abschnitt 40 (Fernsehserie) – Abendland
- 2006: Mr. Nanny – Ein Mann für Mama (Fernsehfilm)
- 2007: Hallo Robbie! (Fernsehserie) – Gefährliches Treibgut
- 2007: R.I.S. – Die Sprache der Toten (Fernsehserie) – Das Gesetz der Serie
- 2007: Doktor Martin (Fernsehserie) – Ausgebremst
- 2008: Verrückt nach Emma (Fernsehfilm)
- 2008: Unschuldig (Fernsehserie) – Hauptgewinn Tod
- 2008: Der Bulle von Tölz: Die Leonhardifahrer
- 2009: Bei uns und um die Ecke (Fernsehserie) – 6 Folgen als Ina Grundmann
- 2009: SOKO Leipzig (Fernsehserie) – Im Schafspelz
- 2009: In aller Freundschaft (Fernsehserie) – Anders als gedacht
- 2009: Forsthaus Falkenau (Fernsehserie) – Das Island Abenteuer
- 2010: Lotta & die alten Eisen (Fernsehreihe, Folge 1)
- 2010: Unser Charly (Fernsehserie) – als Ruth Kirchler
- 2010: Die Bergwacht (Fernsehserie) – Verzweifelungstat und Falsche Fährte
- 2011: Pfarrer Braun – Altes Geld, junges Blut
- 2011: Großstadtrevier – Die Versuchung
- 2012: Notruf Hafenkante (Fernsehserie) – Lügen und Geheimnisse
- 2013: Der Feind in meinem Leben (Fernsehfilm)
- 2013: Papa auf Probe (Fernsehfilm)
- 2014: Heiter bis tödlich: Hauptstadtrevier (Fernsehserie) – Wissen ist Macht